# Jarl Hulldén
Viking Jarl Hulldén (Hèlsinki, 26 de desembre de 1885 - 18 d'octubre de 1913) va ser un regatista finlandès que va competir a començaments del segle xx.
El 1912 va prendre part en els Jocs Olímpics d'Estocolm, on va guanyar la medalla de bronze en la categoria de 12 metres del programa de vela a bord del Heatherbell.